# Quận của tỉnh Ardèche
3 quận của tỉnh Ardèche gồm:
1. Quận Largentière, (quận lỵ: Largentière) với 10 tổng và 103 xã. Dân số của quận này là 43.072 người năm 1990, 44.264 người năm 1999, tăng trưởng dân số là 2.77%.
2. Quận Privas, (tỉnh lỵ của tỉnh Ardèche: Privas) với 11 tổng và 110 xã. Dân số của quận này là 113.287 người năm 1990, và 118.028 người năm 1999, tăng trưởng dân số là 4.18%.
3. Quận Tournon-sur-Rhône, (quận lỵ: Tournon-sur-Rhône) với 12 tổng và 126 xã. Dân số của quận này là 121.222 người năm 1990, và 123.731 người năm 1999, tăng trưởng dân số là 2.07%.

Ardèche]]